# Sphagnum laceratum
Sphagnum laceratum är en bladmossart som beskrevs av C. Müller och Warnstorf 1897. Sphagnum laceratum ingår i släktet vitmossor, och familjen Sphagnaceae. Inga underarter finns listade i Catalogue of Life.